# Yksdarhus lyneborgi
Yksdarhus lyneborgi är en tvåvingeart som beskrevs av Hradsky och Huttinger 1983. Yksdarhus lyneborgi ingår i släktet Yksdarhus och familjen rovflugor.
Artens utbredningsområde är Spanien. Inga underarter finns listade i Catalogue of Life.